# Bensekrane
Bensekrane (em árabe: بن سكران) (anteriormente Pont de l'Isser, durante a colonização francesa) é uma cidade e comuna localizada na província de Tremecém, no noroeste da Argélia. Em 2008, sua população era de 13 845 habitantes.